# Conférence internationale sur la région des Grands Lacs
La Conférence internationale sur la région des Grands Lacs (CIRGL) (en anglais : International Conference on the Great Lakes Region (ICGLR)) est une organisation intergouvernementale de pays africains de la région des Grands Lacs.

## Adhésion
L'organisation se compose des membres suivants :
- Angola
- Burundi
- République centrafricaine
- République du Congo
- République démocratique du Congo
- Kenya
- Rwanda
- Soudan
- Soudan du Sud
- Tanzanie
- Ouganda
- Zambie

### Membres cooptés
- Botswana
- Égypte
- Éthiopie
- Malawi
- Mozambique
- Namibie
- Zimbabwe

## Dirigeants

### Secrétaires exécutifs
| Pays                             | prénom               | Terme       |
| -------------------------------- | -------------------- | ----------- |
| Tanzanie                         | Liberata Mulamula    | 2006-2011   |
| République démocratique du Congo | Ntumba Luaba         | 2011-2016   |
| Kenya                            | Zachary Muburi-Muita | 2016-2020   |
| Angola                           | João Caholo          | 2020-actuel |

## Historique
Pacte sur la sécurité, la stabilité et le développement dans la région des Grands Lacs le 14 au 15 décembre 2006